# Пруст, Антонен
Антонен Пруст (фр. Antonin Proust; 15 марта 1832 года, Ньор — 20 марта 1905 года, Париж) — французский журналист, политический деятель и публицист, искусствовед, коллекционер, организатор художественных выставок; первый французский министр культуры.

## Биография
Родился в 1832 г. в семье английского происхождения, выступил в литературе описаниями путешествий, в 1860—63 гг. сотрудничал в «Courrier du dimanche» под псевдонимом Antonin Barthélemy, а в 1864 г. основал в Брюсселе либеральную «La Semaine universelle», в которой жестоко нападал на империю. В 1865 г. был осужден за ряд статей о революции в «Mémorial des Deux Sèvres».
В 1870 г. сопровождал рейнскую армию в качестве корреспондента «Temps» и после падения Луи Наполеона был секретарём Гамбетты. Заслуги его по организации обороны велики, особенно после удаления Гамбетты из Парижа; он создал так называемый легион Сены-Уазы.
В 1871 г. оставил свой пост при министерстве и вступил в редакцию «République Française», одним из основателей которой он был. В 1876 г., избранный членом палаты депутатов, был неоднократно докладчиком по делам внешней политики.
Был другом детства Мане, и оставался с ним в близких отношениях до самой смерти последнего.
Министр культуры
В кабинете Гамбетты 1884 г. заведовал нарочно созданным для него министерством изящных искусств. В сессию 1884—85 гг. выступал несколько раз в видных ролях: был докладчиком бордосского трактата, подтвердившего тунисский протекторат, и председателем комиссии тяньцзинского договора. Позже оказался причастным к «панаме», был привлечён к суду за взятки, но оправдан присяжными. С тех пор политической роли не играл.
В 73 года выстрелил себе в голову, умер через два дня. Причиной поступка могла быть неизлечимая болезнь, которой он страдал.

## Творчество
- «Les beaux-arts en Angletterre» (Ла-Рошель, 1862),
- «Un philosophe en voyage» (под псевдонимом A. Barthélemy, Париж, 1864),
- «Chants populaires de la Grèce moderne» (1866),
- «Les beaux-arts en province» (1867),
- «La division de l’impôt» (1869),
- «La justice révolutionnaire à Niort» (2 изд., 1874),
- «La démocratie en Allemagne» (1872),
- «Le prince de Bismarck, sa correspondance» (1876),
- «L’art sous la République» (1691).
- В 1890 г. издал роскошный труд «Французское искусство, 1789—1889» (L’art français, 1789—1889).